# Christopher Dawson
Christopher Henry Dawson (12. října 1889 – 25. května 1970) byl anglický historik a kulturní filozof křesťanského zaměření, významný anglický konvertita ke katolicismu. Zabýval se především dějinami evropské kultury a vzdělanosti.

## Dílo
- The Age of Gods (1928)
- Progress and Religion (1929)
- Christianity and the New Age (1931)
- The Making of Europe: An Introduction to the History of European Unity (1932)
- The Spirit of the Oxford Movement (1933)
- Enquiries into religion and culture (1933)
- Medieval Religion and Other Essays (1934)
- Religion and the Modern State (1936)
- Beyond Politics (1939)
- The Judgment of the Nations (1942)
- Gifford Lectures 1947–49
  - Religion and Culture (1948) ISBN 0-404-60498-6
  - Religion and the Rise of Western Culture (1950) ISBN 0-385-42110-9
- Understanding Europe (1952)
- Medieval Essays (1954)
- Dynamics of World History (1957) vyd. John J. Mulloy
- The Movement of World Revolution (1959)
- Progress and Religion: An Historical Enquiry (1960)
- The Historic Reality of Christian Culture (1960)
- The Crisis of Western Education: With Specific Programs for the Study of Christian Culture (1961)
- The Dividing of Christendom (1965)
- Mission to Asia (1966) [Původní vyd.: The Mongol mission (1955)]
- The Formation of Christendom (1967)
- The Gods of Revolution (1972)
- Religion and World History (1975)
- Christianity and European Culture: Selections from the Work of Christopher Dawson vyd. Gerald J. Russello

### Díla vydaná v češtině
- Proč jsem katolíkem, 1926

- Pokrok a náboženství : historická úvaha. Překlad Přemysl Peer. Praha: Universum, 1947. 241 s. (Knihovna Orientace).
- Krize západní vzdělanosti: se zvláštními programy pro studium křesťanské kultury od Johna J. Mulloye a Johna P. Gleasona. Překlad Miroslav Kratochvíl. Řím: Křesťanská akademie, 1970. 232 s. (Studium).
  -  Krize západní vzdělanosti: se zvláštními programy pro studium křesťanské kultury od Johna J. Mulloye a Johna P. Gleasona. Překlad Miroslav Kratochvíl. Praha: Státní pedagogické nakladatelství, 1992. 168 s. ISBN 80-04-25392-X.
- Zrození Evropy : úvod do dějin evropské jednoty. Překlad Miroslav Kratochvíl. 1. vyd. Praha: Vyšehrad, 1994. 244 s. (Historica). ISBN 80-7021-114-8.
- Porozumět Evropě. Překlad Miroslav Kratochvíl. 1. vyd. Praha: Zvon, 1995. 234 s. ISBN 80-7113-138-5.
- Bohové revoluce. Překlad Miroslav Kratochvíl. 1. vyd. Praha: Vyšehrad, 1997. 167 s. (Historica). ISBN 80-7021-171-7.
- Rozdělení nebo reforma západního křesťanstva?. Překlad Miroslav Kratochvíl. 1. vyd. Praha: Vyšehrad, 1998. 236 s. (Historica). ISBN 80-7021-243-8.